# Liste der Umweltminister von Thüringen
Dieser Artikel enthält eine Liste der Umweltminister von Thüringen.

## Umweltminister Thüringen (seit 1990)
| Name                                                         | Amtsantritt                                                                   | Kabinett                                | Partei              |
| Minister für Umwelt                                          | Minister für Umwelt                                                           | Minister für Umwelt                     | Minister für Umwelt |
| ------------------------------------------------------------ | ----------------------------------------------------------------------------- | --------------------------------------- | ------------------- |
| Hartmut Sieckmann                                            | 8. November 1990                                                              | Duchač                                  | FDP                 |
| Minister für Umwelt und Landesplanung                        |                                                                               |                                         |                     |
| Hartmut Sieckmann                                            | 5. Februar 1992                                                               | Vogel I                                 | FDP                 |
| Minister für Landwirtschaft, Naturschutz und Umwelt          |                                                                               |                                         |                     |
| Volker Sklenar                                               | 30. November 1994 1. Oktober 1999 21. November 2002 5. Juni 2003 8. Juli 2004 | Vogel II Vogel III Althaus I Althaus II | CDU                 |
| Minister für Landwirtschaft, Forsten, Umwelt und Naturschutz |                                                                               |                                         |                     |
| Jürgen Reinholz                                              | 4. November 2009                                                              | Lieberknecht                            | CDU                 |
| Minister für Umwelt, Energie und Naturschutz                 |                                                                               |                                         |                     |
| Anja Siegesmund                                              | 5. Dezember 2014                                                              | Ramelow I                               | Grüne               |
| Olaf Möller (kommissarisch)                                  | 5. Februar 2020                                                               | Kemmerich                               | Grüne               |
| Anja Siegesmund                                              | 4. März 2020                                                                  | Ramelow II                              | Grüne               |
| Bernhard Stengele                                            | 1. Februar 2023                                                               | Ramelow II                              | Grüne               |
| Minister für Umwelt, Energie, Naturschutz und Forsten        |                                                                               |                                         |                     |
| Tilo Kummer                                                  | 13. Dezember 2024                                                             | Voigt                                   | BSW                 |